# 10125 Стенкірка
10125 Стенкірка (10125 Stenkyrka) — астероїд головного поясу, відкритий 21 березня 1993 року.
Тіссеранів параметр щодо Юпітера — 3,650.
За назвою прибережного церковного приходу на о. Готланд, де знаходиться одна з найбільших церковних веж на острові. У церкві можна знайти найстаріші надгробки на острові, з 1200 року.